# Mitwitz
Mitwitz är en köping (Markt) i Landkreis Kronach i Regierungsbezirk Oberfranken i förbundslandet Bayern i Tyskland.
Köpingen ingår i kommunalförbundet Mitwitz tillsammans med kommunen Schneckenlohe.